# Eduardo Moscovis
Carlos Eduardo de Andrade, bardziej znany jako Eduardo Moscovis (ur. 8 czerwca 1968 w Rio de Janeiro) – brazylijski aktor. 

## Życiorys

### Wczesne lata
Urodził się w Rio de Janeiro jako syn pochodzącej z Grecji Sevasti Moscovis i pochodzącego z Niemiec Wernora de Andrade. Swoje dzieciństwo spędził w Botafogo, na południu Brazylii, w mieście Leblon i był uczniem szkoły im. Santo Ignacio. W wieku jedenastu lat zaczął trenować surfing. Studiował administrację biznesową na Universidade Santa Úrsula, ale nie ukończył studiów, aby poświęcić się sztukom performatywnym, zapisując się do Tablado i Casa das Artes de Orange Trees (KAL).

### Kariera
W 1989 zadebiutował na scenie w sztuce 12 prac Herkulesa (Los 12 trabajos de Hercules). Sukces w sztuce O Ateneu (1989) sprawił, że reżyser Emílio Di Biasi zaprosił go do udziału w Warsztatach Aktorskich Globo. Karierę na szklanym ekranie zapoczątkował udziałem w telenoweli Rede Globo Kamień odwrócony (Pedra Sobre Pedra, 1992) jako Cygan Tibor, który żył z dylematem pomiędzy zachowaniem tradycji cygańskiej i miłości do młodej córki burmistrza miasta Glow. Rola Fernando 'Nando' Gonzaga, pilota helikoptera, który miał romans z Mileną w telenoweli Po prostu miłość (Por Amor, 1998) przyniosła mu nagrodę Contigo. 
W telenoweli Pani przeznaczenia (Senhora do Destino, 2004-2005) wystąpił w roli nieuczciwego i z zimnym temperamentem Reginaldo, syna Marii do Carmo, radnego z miejscowości San Miguel, który nie będzie miał wątpliwości w momencie korzystania ze swojej pozycji dla osobistych korzyści. W 2006 powrócił na scenę w spektaklu Norma jako homoseksualista Renato, która mieszka z sąsiadem Normy. 

### Życie osobiste
W latach 1995–2002 był żonaty z Robertą Richard, z którą ma dwie córki: Gabrielę (ur. 15 marca 1999) i Sofię (ur. 2001). 10 marca 2007 poślubił Cynthię Howlett, z którą ma córkę Manuelę (ur. 17 kwietnia 2007) i syna Rodrigo (ur. 2012). 

## Filmografia

### Filmy
- 1997: Cztery dni we wrześniu (O Que É Isso, Companheiro?) jako Artur
- 1998: Bela Donna jako Nô
- 1996: Dom z cukru (A Casa de Açúcar)
- 2004: Błogosławiony owoc (Bendito Fruto) jako Marcelo Monte/Cadú
- 2007: Bez kontroli (Sem Controle) jako Danilo/Motta Coqueiro
- 2009: Cabeça a Prêmio jako Brito, wynajęty zabójca
- 2010: 180 Graus
- 2011: Corações Sujos jako Poddelegat
- 2011: Amor? jako Fernando
- 2014: Os Homens São de Marte... E é pra Lá que Eu Vou! jako Juarez Brito Filho
- 2016: Amor em Sampa jako Lucas
- 2017: Berenice Procura jako Domingos
- 2018: O Doutrinador jako Sandro Correa
- 2019: Veneza jako Tonho
- 2019: Nona (Nona. Si me mojan, yo los quemo) jako Pedro
- 2021: Dwóch ojców (Pai em Dobro) jako Paco

### Telenowele
- 1992: Kamień odwrócony (Pedra Sobre Pedra) jako Tibor
- 1993: Kobiety w piasku (Mulheres de Areia) jako Tito
- 1995: Uczniowie pana rektora (As Pupilas do Senhor Reitor) jako Daniel
- 1996: Aniele mój (Anjo de Mim) jako Wagner
- 1996: A Vida Como Ela É...
- 1996: Vira Lata
- 1998: Po prostu miłość (Por Amor) jako Fernando 'Nando' Gonzaga
- 1998: Grzeszne miasto (Pecado Capital) jako José Carlos 'Carlão' Moreno
- 2000: Goździk i róża (O Cravo e a Rosa) jako Julião Petruchio
- 2002: Pragnienie kobiety (Desejos de Mulher) jako Chico Maia
- 2003: Kubanacan jako Rodrigo Arrabal
- 2003: Sítio do Pica-Pau Amarelo jako Otávio
- 2004-2005: Pani przeznaczenia (Senhora do Destino) jako Reginaldo
- 2005: Dusza łączy (Alma Gêmea) jako Rafael

### Miniseriale
- 1994: Madonna z cedru (A Madona de Cedro) jako Delfino
- 2002: Pasterz nocny (Pastores da Noite) jako Cabo Martim
- 2018: Desnude jako Tomás

### Dubbing
- 1999: Tarzan jako Tarzan